# Троицки, Виктор
Ви́ктор Тро́ицки (серб. Виктор Троицки/Viktor Troicki; родился 10 февраля 1986 года в Белграде, СФРЮ) — сербский профессиональный теннисист; победитель пяти турниров ATP (три — в одиночном разряде); обладатель Кубка Дэвиса (2010) и двукратный обладатель Командного кубка мира (2009, 2012) в составе национальной сборной Сербии.

## Общая информация
Родителей Виктора зовут Александр и Мила. По отцу серб имеет русские корни: его бабушка родом из Ростова, а дед — из Твери; их семья переехала на Балканы в 1917 году.
Прадед теннисиста — известный русский канонист Сергей Викторович Троицкий, эмигрировавший из России в 1920 году и бывший профессором Белградского университета.
Троицки-младший в теннисе с пяти лет. Любимое покрытие — хард, лучший удар — подача. C 13 до 15 лет тренировался в академии Ника Боллетьери.

## Спортивная карьера
Начало карьеры

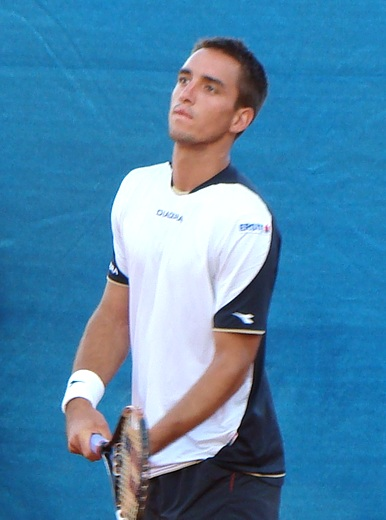
Троицки на турнире в Умаге 2008 года

Первые выступления Троицки на турнирах серии «фьючерс» датированы 2003 годом. В августе 2004 года он выиграл первый турнир этой серии в родном Белграде. В марте 2006 года в парном разряде Виктор выиграл первый турнир серии «челленджер», который проходил в Сараево. В апреле того же года он победил на «челленджере» и в одиночном разряде, сумев быть лучшим в Дхарваде. В октябре Троицки дебютировал в основных соревнованиях ATP-тура, пройдя через квалификацию на турнир в Токио. В первом раунде он смог выиграть у испанца Фернандо Висенте, а уже во втором встретился с первой ракеткой мира Роджером Федерером, которому уступил на двух тай-брейках.
В июле 2007 года Троицки обратил на себя внимание своим выступлением на турнире в Умаге, куда он отобрался через квалификацию. Во втором раунде Виктор обыграл третьего на тот момент теннисиста мира Новака Джоковича со счётом 2-6, 6-4, 7-5. На том турнире впервые вышел в полуфинал ATP турнира. Выиграв ещё один матч, он смог выйти в полуфинал турнира.
В январе 2008 года Троицки успешно квалифицировался на Открытый чемпионат Австралии, ставшим для него первым в карьере турниром из серии Большого шлема. Уже первом же раунде ему в соперники достался второй в мире на тот момент Рафаэль Надаль, которому серб уступил — 6-7(3), 5-7, 1-6. В феврале он дебютировал в составе сборную Сербии в розыгрыше Кубке Дэвиса. В мае Троицки смог впервые войти в Топ-100 мирового рейтинга. На Открытом чемпионате Франции он проиграл в первом раунде, а в парном разряде смог выйти в четвертьфинал в партнёрстве с Янко Типсаревичем. В июне Виктор вышел в четвертьфинал турнира на траве в Хертогенбосе, начав выступление с квалификации. На дебютном Уимблдонском турнире он смог выйти во второй раунд. В августе на турнире в Вашингтоне Троицки сыграл первый финал в ATP-туре. На стадии 1/4 финала он выбил из борьбы теннисиста из Топ-10 Энди Роддика (0-6, 6-2, 6-4). В решающем матче серб проиграл Хуану Мартину дель Потро со счётом 3-6, 3-6. На Открытом чемпионате США Виктору удается выйти в третий раунд, где его вновь выбил из борьбы Рафаэль Надаль. В октябре он дважды достиг четвертьфинала на турнирах в Токио и Москве. Сезон он завершил на 57-м месте в рейтинге.
2009-12. Первый титул АТП и победа в кубке Дэвиса.

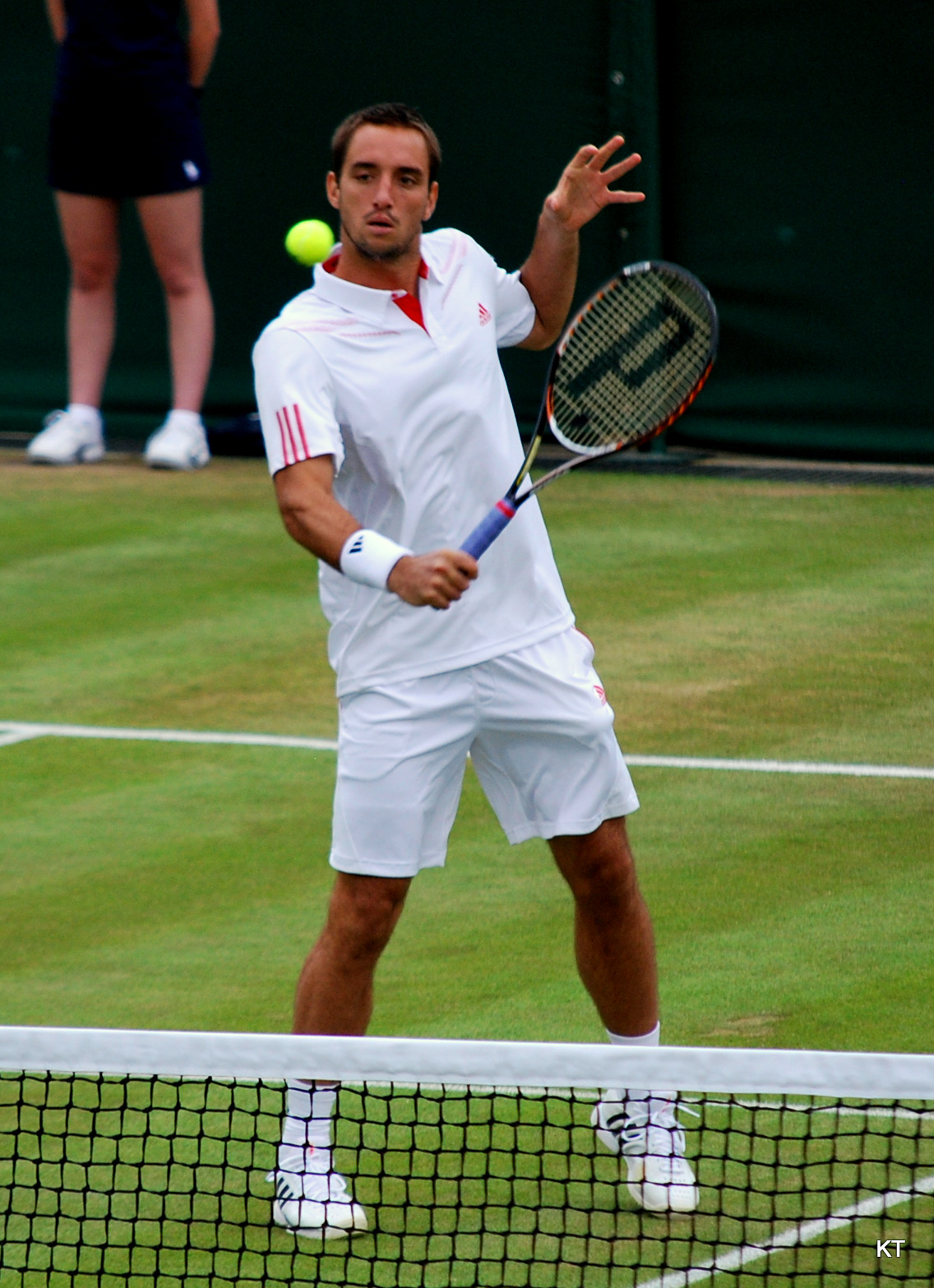
Троицки на Уимблдонском турнире 2012 года

В начале 2009 года Троицки смог выйти в четвертьфинал турнира в Окленде. После Австралийского чемпионата, где он выбыл во втором раунде, Виктор вошёл в Топ-50 мирового рейтинга. В феврале он вышел в полуфинал зального турнира в Загребе, а также выиграл титул на «челленджере» в родном для себя Белграде. В мае уже на турнире АТП в Белграде Троицки вышел в четвертьфинал. В том же месяце в составе команды Сербии стал победителем неофициального турнира Командный кубок мира. На Ролан Гаррос он проиграл во втором раунде, а на Уимблдоне в третьем. Лучшим результатом лета 2009 года стал выход в четвертьфинал на турнире в Гамбурге. В начале октября Троицки сыграл в финале турнира в Бангкоке. Для этого он обыграл в полуфинале седьмую ракетку мира и первого номера посева на турнире Жо-Вильфрида Тсонга (1-6, 6-2, 6-3). В финале Виктор уступил ещё одному французскому теннисисту и 10-му номеру в мире Жилю Симону (5-7, 3-6).
Сезон 2010 года Троицки начал с выхода в полуфинал на турнире в Дохе. В феврале он сыграл в четвертьфинале в Загребе. а в мае в Белграде. На Открытом чемпионате Франции Виктор вышел в третий раунд. Этот результат стал лучшим в сезоне на Больших шлемах. В августе он сыграл в полуфинале на хардовом турнире в Нью-Хэйвене. В начале октябре серб выиграл свой первый титул АТП в парах, взяв этот трофей на турнире в Бангкоке в альянсе с немцем Кристофером Касом. На турнире в Токио он смог выйти в полуфинал. Успешно завершился для Троицки Кубок Кремля. В Москве он сумел выиграть дебютный одиночный титул АТП. В финале Виктор обыграл Маркоса Багдатиса со счётом 3-6, 6-4, 6-3. Также на турнире он смог выйти в парный финал совместно с Типсаревичем, но сербский дуэт не смог завоевать титул. В начале ноября Троицки сыграл в полуфинале на турнире в Базеле. По ходу всего сезона Троицки стабильно выступал за сборную Сербии в розыгрыше кубка Дэвиса. В итоге его команда смогла пройти в финал, который состоялся с 3 по 5 декабря 2010 года в Белграде, где сербы сыграли со сборной Франции. Во второй день Троицки играл парную встречу с Типсаревичем, которую они проиграли Арно Клеману и Микаэлю Льодра. Сербы стали уступать со счётом 1-2, а французам для завоевания кубка оставалось выиграть один матч. После победы Джоковича над Гаэлем Монфисом в последний день финала счёт сравнялся, и на решающий матч за кубок вышли Виктор Троицки и Микаэль Льодра. Троицки смог победить в трёх сетах (6-2, 6-2, 6-3) и впервые в истории принёс Сербии кубок Дэвиса.
В ознаменование этой победы сборной Сербии в Кубке Дэвиса в 2010 году Виктор Троицки был изображен на сербской почтовой марке.
В 2011 году Троицки стартовал с четвертьфинала в Дохе. Через неделю он смог выйти в финал на турнире в Сиднее, где проиграл Жилю Симону — 5-7, 6-7(4). На Открытом чемпионате Австралии Виктор в третьем раунде не смог доиграть матч против знаменитого земляка Новака Джоковича. В феврале на зальном турнире в Роттердаме он вышел в полуфинал. После турнира он вошёл в Топ-20 мирового рейтинга. В апреле серб дошёл до стадии 1/4 финала на турнире серии Мастерс в Монте-Карло. На Открытом чемпионате Франции Троицки впервые попал в четвёртый раунд Большого шлема. Летом он два раза сыграл в четвертьфиналах: в июне на траве в Халле и в августе на харде в Вашингтоне. Осенью лучшими результатами на турнирах стали выход в полуфинал в Куала-Лумпуре и финал в Москве, где он защищал свой прошлогодний титул, но в решающем матче уступил соотечественнику Типсаревичу (4-6, 2-6). По итогам сезона он занял 22-ю строчку одиночного рейтинга.
В начале 2012 года Виктор вышел в 1/4 финала турнира в Дохе. Следующего четвертьфинала он достиг в феврале на турнире в Роттердаме. В мае во второй раз в карьере выиграл неофициальный командный кубок мира в составе Сербии. Троицки внёс весомый вклад в общую победу, выиграв на турнире все свои 4 одиночные встречи. На Уимблдонском турнире он смог выйти в четвёртый раунд, одержав по пути две трудные пятисетовые победы. В борьбе за четвертьфинал он проиграл первой ракетке мира Новаку Джоковичу. В августе он впервые выступил на Олимпиаде, которая проводилась в Лондоне. Уже в первом раунде он проиграл испанцу Николасу Альмагро. В парном разряде он сыграл в команде с Новаком Джоковичем, но их многообещающий дуэт уступил уже на старте. В концовке сезона Троицки ни разу не смог дойти до четвертьфинала в одиночках на сыгранных турнирах.
2013-16. Дисквалификация и возвращение в Тур.

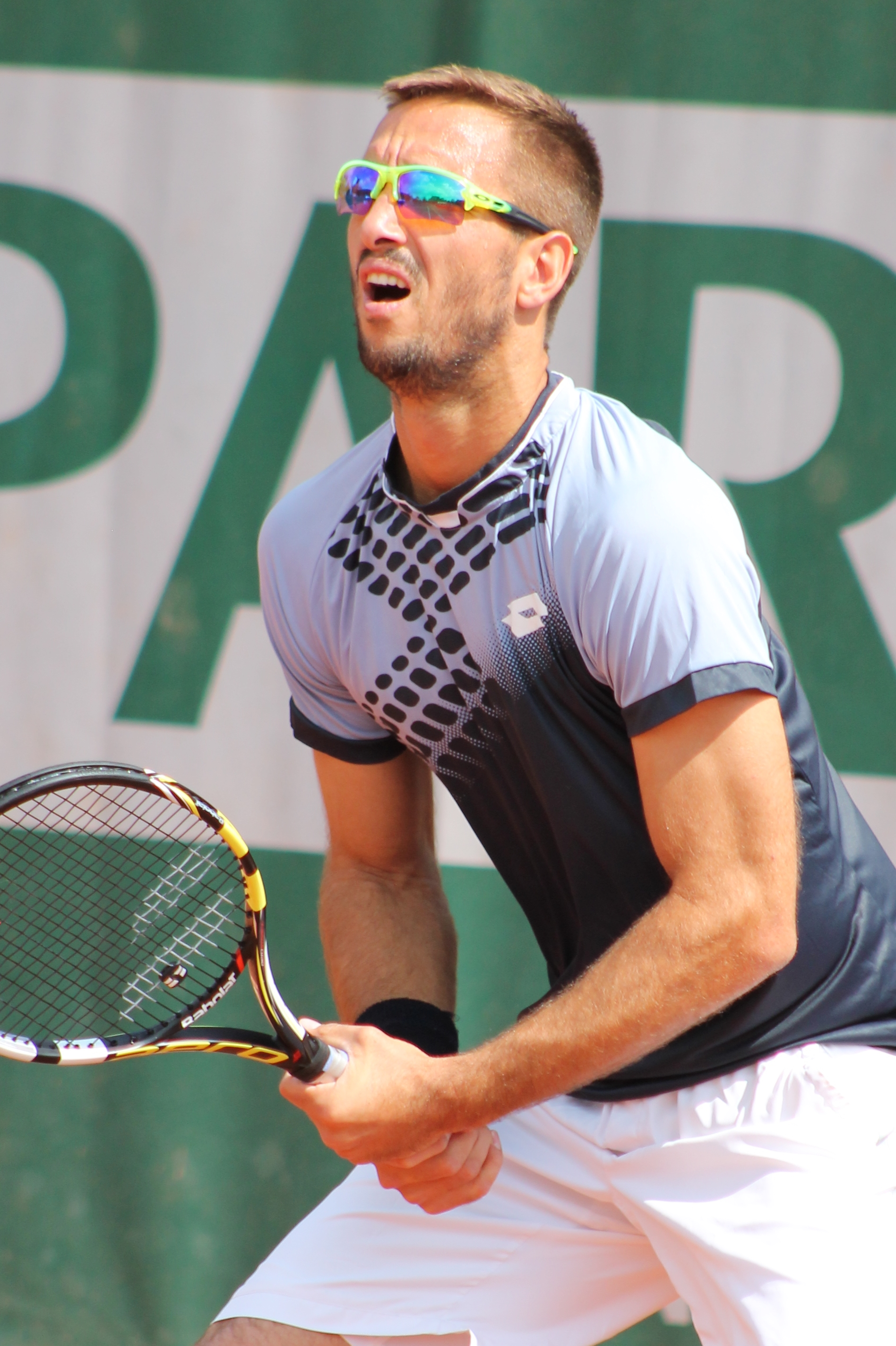
Троицки на Ролан Гаррос 2015 года

Первый раз в четвертьфинал в 2013 году Троицки попадает лишь в апреле на грунтовом турнире в Бухаресте. Затем до этой стадии он дошёл на турнире в Мюнхене. Ещё один раз в четвертьфинал Виктор вышел в конце мая Дюссельдорфе. На Открытом чемпионате Франции серб сумел пройти в четвёртый раунд и переиграл в третьем № 11 в мире Марина Чилича. В борьбе за четвертьфинал он уступил Жо-Вильфриду Тсонга. На Уимблдоне результатом Троицки стал выход в третий раунд.
26 июля 2013 года Троицки был дисквалифицирован на 18 месяцев за нарушение антидопинговых правил. Теннисист сдал мочу, а вот от анализа на кровь отказался, сославшись на плохое самочувствие. Впоследствии Виктор рассказал трибуналу ITF, что допинг-офицер сказал, что анализа мочи будет достаточно. На это представители ITF заявили, что работник допинговой службы не давал таких гарантий, и обвинили теннисиста в нарушении статьи 2.3 Теннисной антидопинговой программы. Трибунал ITF принял во внимание, что Троицки во время сдачи тестов находился в стрессовом состоянии, поэтому уменьшили срок дисквалификации с двух до полутора лет. Таким образом, сербский теннисист должен был вернуться на корт только после 24 января 2015 года.
Впоследствии срок дисквалификации был сокращен до одного года, и 21 июля 2014 года Троицки провел свой первый матч после вынужденной паузы против Доминика Тима на турнире в Гштаде, где в итоге смог пройти в четвертьфинал. Набирая после возвращения рейтинговые очки, Троицки выступал сначала на «челленджерах» и смог на двух из них победить — в августе в Комо и в сентябре в Баня-Луке. В конце сентября сербский теннисист через квалификацию попал на турнир в Шэньчжэне, где смог переиграть во втором раунде пятого в мире на тот момент Давида Феррера. В октябре, также через квалификацию, он попал на турнир в Вене и смог пройти в 1/2 финала. В финал его не пропускает Энди Маррей.
В начале 2015 года Троицки вернулся в первую сотню. В январе Виктор смог отлично сыграть на турнире в Сиднее. Начав его с квалификации, он в общей сложности выиграл восемь матчей подряд, в последнем из которых переиграл Михаила Кукушкина (6-2, 6-3) и завоевал второй в карьере одиночный титул АТП. На Австралийском чемпионате Троицки доиграл до третьего раунда, где его останавливает № 7 в мире Томаш Бердых. В феврале он дважды сыграл в четвертьфинале на турнирах в Загребе и Акапулько. В июне серб удачно сыграл на травяном турнире в Штутгарте. В полуфинале ему удалась победа над № 9 в мире Марином Чиличем. В финале Троицки проиграл Рафаэлю Надалю со счётом 6-7(3), 3-6. Через неделю Виктор ещё раз обыгрывает Чилича в матче второго раунда турнира в Лондоне и в целом смог доиграть до полуфинала. Набрав хорошую форму, он достигает четвёртого раунда на Уимблдонском турнире, где в пятисетовом противостоянии проигрывает Вашеку Поспишилу. Виктор смог после Уимблдона впервые после возвращения войти в Топ-20 мирового рейтинга. На Открытом чемпионате США Троицки в матче третьего раунда сыграл ещё один матч из пяти сетов, который проиграл Дональду Янгу. По итогам сезона он занял 22-е место в рейтинге.
В январе 2016 года Троицки смог защитить свой прошлогодний титул, завоеванный в Сиднее. В финале он смог обыграть Григора Димитрова со счётом 2-6, 6-1, 7-6(7). На Австралийском чемпионате Виктор вышел в третий раунд, где потерпел поражение от Милоша Раонича. В феврале на турнире в Софии он смог выйти в финал, но проиграл там Роберто Баутисте — 3-6, 4-6. На следующей неделе он сыграл в Роттердаме, где сыграл в четвертьфинале. На Открытом чемпионате Франции серб добрался до четвёртого раунда, проиграв там Станисласу Вавринке. В августе на Олимпийских играх в Рио-де-Жанейро он выбыл уже в первом раунде, где его обыграл олимпийский чемпион Энди Маррей. В конце месяца Троицки вышел в полуфинал на турнире в Уинстон-Сейлеме. В конце сентября он вышел в четвертьфинал в Санкт-Петербурге, а затем в полуфинал в Чэнду. В октябре во втором раунде Мастерса в Шанхае Виктор смог переиграть № 5 в мире на тот момент Рафаэля Надаля (6-3, 7-6(3)), но уже в следующем раунде уступил также испанскому теннисисту Роберто Баутисте. Ещё одну победу на представителем Топ-10 он одерживает в Вене, где смог выбить с турнира местного любимца Доминика Тима и выйти в четвертьфинал.
2017.
В январе на турнире в Сиднее Троицки не смог взять титул в третий раз подряд, проиграв в полуфинале Жилю Мюллеру. На Австралийском чемпионате он в третьем раунде уступил Стэну Вавринке. В феврале на турнире в Софии он смог выйти в четвертьфинал, а в парном разряде стал победителем совместно с Ненадом Зимоничем. В мае он вышел в полуфинал грунтового турнира в Стамбуле. На Ролан Гаррос он выбыл во втором раунде, а на Уимблдоне в первом.
2018.
В начале февраля Виктор выступил на турнире в Софии где дошёл до четвертьфинала, уступив только первой ракетки соревнования Стэну Вавринке.

## Рейтинг на конец года
| Год  | Одиночный рейтинг | Парный рейтинг |
| 2020 | 201               | 221            |
| 2019 | 158               | 723            |
| 2018 | 205               | 253            |
| 2017 | 55                | 110            |
| 2016 | 29                | 89             |
| 2015 | 22                | 170            |
| 2014 | 101               | 1 265          |
| 2013 | 75                | 162            |
| 2012 | 38                | 119            |
| 2011 | 22                | 75             |
| 2010 | 28                | 55             |
| 2009 | 29                | 70             |
| 2008 | 57                | 147            |
| 2007 | 127               | 262            |
| 2006 | 211               | 277            |
| 2005 | 337               | 536            |
| 2004 | 786               | 1101           |
| 2003 | 967               | 1199           |

По данным официального сайта ATP на последнюю неделю года.

## Выступления на турнирах

### Финалы турнировATPв одиночном разряде (9)

#### Победы (3)
| Титулы (до/после 2009)               |
| ------------------------------------ |
| Турниры Большого Шлема (0*)          |
| Кубок Мастерс / Финал ATP-тура (0)   |
| Олимпийские игры (0)                 |
| ATP Masters 1000 (0)                 |
| ATP International Gold / ATP 500 (0) |
| ATP International / ATP 250 (3+2)    |

| Титулы по покрытиям | Титулы по месту проведения матчей турнира |
| ------------------- | ----------------------------------------- |
| Хард (3+2*)         | Зал (1+2)                                 |
| Грунт (0)           | Зал (1+2)                                 |
| Трава (0)           | Открытый воздух (2)                       |
| Ковёр (0)           | Открытый воздух (2)                       |

* количество побед в одиночном разряде + количество побед в парном разряде.
| №  | Дата            | Турнир                | Покрытие | Соперник в финале | Счёт           |
| 1. | 24 октября 2010 | Москва, Россия        | Хард(i)  | Маркос Багдатис   | 3-6 6-4 6-3    |
| 2. | 17 января 2015  | Сидней, Австралия     | Хард     | Михаил Кукушкин   | 6-2 6-3        |
| 3. | 16 января 2016  | Сидней, Австралия (2) | Хард     | Григор Димитров   | 2-6 6-1 7-6(7) |

#### Поражения (6)
| №  | Дата            | Турнир             | Покрытие | Соперник в финале      | Счёт       |
| 1. | 17 августа 2008 | Вашингтон, США     | Хард     | Хуан Мартин дель Потро | 3-6 3-6    |
| 2. | 4 октября 2009  | Бангкок, Таиланд   | Хард(i)  | Жиль Симон             | 5-7 3-6    |
| 3. | 15 января 2011  | Сидней, Австралия  | Хард     | Жиль Симон             | 5-7 6-7(4) |
| 4. | 23 октября 2011 | Москва, Россия     | Хард(i)  | Янко Типсаревич        | 4-6 2-6    |
| 5. | 14 июня 2015    | Штутгарт, Германия | Трава    | Рафаэль Надаль         | 6-7(3) 3-6 |
| 6. | 7 февраля 2016  | София, Болгария    | Хард(i)  | Роберто Баутиста Агут  | 3-6 4-6    |

### Финалы челленджеров и фьючерсов в одиночном разряде (12)

#### Победы (7)
| Титулы             |
| Челленджеры (4+1*) |
| Фьючерсы (3+2)     |

| Титулы по покрытиям | Титулы по месту проведения матчей турнира |
| ------------------- | ----------------------------------------- |
| Хард (2+2*)         | Зал (1+1)                                 |
| Грунт (4+1)         | Зал (1+1)                                 |
| Трава (0)           | Открытый воздух (6+2)                     |
| Ковёр (1)           | Открытый воздух (6+2)                     |

* количество побед в одиночном разряде + количество побед в парном разряде.
| №  | Дата             | Турнир                          | Покрытие | Соперник в финале           | Счёт        |
| 1. | 22 августа 2004  | Ниш, Сербия и Черногория        | Грунт    | Альберто Сориано-Мальдонадо | 6-2 6-1     |
| 2. | 26 июня 2005     | Белград, Сербия и Черногория    | Грунт    | Фабио Коланджело            | 6-2 6-1     |
| 3. | 9 апреля 2006    | Дубай, ОАЭ                      | Хард     | Филипп Пецшнер              | 6-4 6-0     |
| 4. | 30 апреля 2006   | Дхарвад, Индия                  | Хард     | Лукаш Кубот                 | 2-6 6-4 6-4 |
| 5. | 22 февраля 2009  | Белград, Сербия                 | Ковёр(i) | Доминик Хрбаты              | 6-4 6-2     |
| 6. | 31 августа 2014  | Комо, Италия                    | Грунт    | Люк Соренсен                | 6-3 6-2     |
| 7. | 14 сентября 2014 | Баня-Лука, Босния и Герцеговина | Грунт    | Альберт Рамос               | 7-5 4-6 7-5 |

#### Поражения (5)
| №  | Дата             | Турнир                          | Покрытие | Соперник в финале | Счёт              |
| 1. | 7 августа 2005   | Нови-Сад, Сербия и Черногория   | Грунт    | Лазарь Магдинчев  | 4-6 3-6           |
| 2. | 25 сентября 2005 | Баня-Лука, Босния и Герцеговина | Грунт    | Василис Мазаракис | 2-6 2-6           |
| 3. | 4 ноября 2007    | Пусан, Южная Корея              | Хард     | Иво Минарж        | 6-7(2) 7-6(7) 3-6 |
| 4. | 27 апреля 2008   | Пейджет, Бермудские острова     | Грунт    | Кэй Нисикори      | 6-2 5-7 6-7(5)    |
| 5. | 9 июня 2019      | Сербитон, Великобритания        | Трава    | Дэниел Эванс      | 2-6 3-6           |

### Финалы турнировATPв парном разряде (4)

#### Победы (2)
| №  | Дата            | Турнир           | Покрытие | Партнёр       | Соперники в финале           | Счёт    |
| 1. | 3 октября 2010  | Бангкок, Таиланд | Хард(i)  | Кристофер Кас | Юрген Мельцер Йонатан Эрлих  | 6-4 6-4 |
| 2. | 12 февраля 2017 | София, Болгария  | Хард(i)  | Ненад Зимонич | Михаил Елгин Андрей Кузнецов | 6-4 6-4 |

#### Поражения (2)
| №  | Дата            | Турнир            | Покрытие | Партнёр           | Соперники в финале             | Счёт       |
| 1. | 24 октября 2010 | Москва, Россия    | Хард(i)  | Янко Типсаревич   | Дмитрий Турсунов Игорь Куницын | 6-7(8) 3-6 |
| 2. | 12 января 2018  | Сидней, Австралия | Хард     | Ян-Леннард Штруфф | Лукаш Кубот Марсело Мело       | 3-6 4-6    |

### Финалы челленджеров и фьючерсов в парном разряде (8)

#### Победы (3)
| №  | Дата             | Турнир                        | Покрытие | Партнёр          | Соперники в финале                     | Счёт           |
| 1. | 10 сентября 2005 | Будапешт, Венгрия             | Грунт    | Александр Слович | Корнель Бардоцки Гергей Кишдьордь      | 4-6 7-6(0) 6-3 |
| 2. | 19 марта 2006    | Сараево, Босния и Герцеговина | Хард(i)  | Илья Бозоляц     | Александр Пейя Ларс Ибель              | 6-3 6-4        |
| 3. | 9 апреля 2006    | Дубай, ОАЭ                    | Хард     | Миша Зверев      | Вадим Давлетшин Александр Красноруцкий | 6-3 6-2        |

#### Поражения (5)
| №  | Дата           | Турнир                        | Покрытие | Партнёр          | Соперники в финале                | Счёт           |
| 1. | 21 ноября 2004 | Сфакс, Тунис                  | Хард     | Илья Бозоляц     | Мацей Дилай Штефан Виспайнер      | 6-1 3-6 1-6    |
| 2. | 15 мая 2005    | Ходмезёвашархей, Венгрия      | Грунт    | Борис Пашански   | Норберт Пакаи Тибор Сатмари       | 3-6 3-6        |
| 3. | 7 августа 2005 | Нови-Сад, Сербия и Черногория | Грунт    | Александр Слович | Петер Миклушичак Лукаш Росол      | 4-6 4-6        |
| 4. | 2 апреля 2006  | Абу-Даби, ОАЭ                 | Хард     | Миша Зверев      | Марко Кьюдинелли Филипп Пецшнер   | 5-7 2-6        |
| 5. | 30 июля 2006   | Реканати, Италия              | Хард     | Себастьян Ришик  | Симоне Болелли Давиде Сангвинетти | 1-6 6-3 [4-10] |

### Финалы командных турниров (5)

#### Победы (4)
| №  | Год  | Турнир                   | Команда                                            | Соперник в финале                                   | Счёт |
| 1. | 2009 | Командный кубок мира     | Сербия · Типсаревич,Троицки,Зимонич                | Германия · Шуттлер,Кольшрайбер,Кифер,Зверев         | 2-1  |
| 2. | 2010 | Кубок Дэвиса             | Сербия Джокович, Типсаревич,Троицки,Зимонич        | Франция Монфис, Симон, Клеман, Льодра               | 3-2  |
| 3. | 2012 | Командный кубок мира (2) | Сербия · Типсаревич,Троицки,Зимонич                | Чехия · Бердых,Штепанек                             | 3-0  |
| 4. | 2020 | Кубок ATP                | Сербия · Н.Джокович, Д.Лайович, В.Троицки, Н.Чачич | Испания · Р.Баутиста, П.Карреньо, Ф.Лопес, Р.Надаль | 2-1  |

#### Поражения (1)
| №  | Год  | Турнир       | Команда                  | Соперник в финале      | Счёт |
| 1. | 2013 | Кубок Дэвиса | Сербия Не играл в финале | Чехия Бердых, Штепанек | 2-3  |

## История выступлений на турнирах
По состоянию на 25 января 2021 года
Для того, чтобы предотвратить неразбериху и удваивание счета, информация в этой таблице корректируется только по окончании турнира или по окончании участия там данного игрока.
| Турнир                       | 2006          | 2007          | 2008          | 2009          | 2010          | 2011          | 2012  | 2013          | 2014          | 2015          | 2016  | 2017          | 2018          | 2019          | 2020          | Итог   | В/П за карьеру |
| ---------------------------- | ------------- | ------------- | ------------- | ------------- | ------------- | ------------- | ----- | ------------- | ------------- | ------------- | ----- | ------------- | ------------- | ------------- | ------------- | ------ | -------------- |
| Турниры Большого Шлема       |               |               |               |               |               |               |       |               |               |               |       |               |               |               |               |        |                |
| Открытый чемпионат Австралии | -             | K             | 1Р            | 2Р            | 2Р            | 3Р            | 2Р    | 1Р            | -             | 3Р            | 3Р    | 3Р            | 2Р            | 2Р            | K             | 0 / 11 | 13-11          |
| Открытый чемпионат Франции   | K             | K             | 1Р            | 2Р            | 3Р            | 4Р            | 2Р    | 4Р            | -             | 2Р            | 4Р    | 2Р            | -             | K             | K             | 0 / 9  | 15-9           |
| Уимблдонский турнир          | K             | -             | 2Р            | 3Р            | 2Р            | 2Р            | 4Р    | 3Р            | -             | 4Р            | 2Р    | 1Р            | -             | -             | НП            | 0 / 9  | 14-9           |
| Открытый чемпионат США       | K             | K             | 3Р            | 2Р            | 1Р            | 1Р            | 1Р    | -             | -             | 3Р            | 2Р    | 3Р            | 1Р            | -             | -             | 0 / 9  | 8-9            |
| Итог                         | 0 / 0         | 0 / 0         | 0 / 4         | 0 / 4         | 0 / 4         | 0 / 4         | 0 / 4 | 0 / 3         | 0 / 0         | 0 / 4         | 0 / 4 | 0 / 4         | 0 / 2         | 0 / 1         | 0 / 0         | 0 / 38 |                |
| В/П в сезоне                 | 0-0           | 0-0           | 3-4           | 5-4           | 4-4           | 6-4           | 5-4   | 5-3           | 0-0           | 8-4           | 7-4   | 5-4           | 1-2           | 1-1           | 0-0           |        | 50-38          |
| Олимпийские игры             |               |               |               |               |               |               |       |               |               |               |       |               |               |               |               |        |                |
| Летняя олимпиада             | НП            | НП            | -             | Не проводился | Не проводился | Не проводился | 1Р    | Не проводился | Не проводился | Не проводился | 1Р    | Не проводился | Не проводился | Не проводился | Не проводился | 0 / 2  | 0-2            |
| Турниры Мастерс              |               |               |               |               |               |               |       |               |               |               |       |               |               |               |               |        |                |
| Индиан-Уэллc                 | -             | 1Р            | -             | 3Р            | 4Р            | 4Р            | 2Р    | 1Р            | -             | 1Р            | 2Р    | 1Р            | 1Р            | -             | НП            | 0 / 10 | 5-10           |
| Майами                       | -             | K             | 2Р            | 4Р            | 2Р            | 4Р            | 3Р    | 2Р            | -             | 3Р            | 3Р    | 2Р            | 1Р            | -             | НП            | 0 / 10 | 11-10          |
| Монте-Карло                  | -             | -             | -             | 1Р            | 2Р            | 1/4           | 2Р    | 1Р            | -             | 2Р            | 1Р    | 1Р            | K             | -             | НП            | 0 / 8  | 6-8            |
| Мадрид                       | -             | -             | -             | 1Р            | 1Р            | 1Р            | 2Р    | 2Р            | -             | 1Р            | 1Р    | -             | K             | -             | НП            | 0 / 7  | 2-7            |
| Рим                          | -             | -             | -             | 2Р            | 2Р            | 2Р            | 2Р    | 2Р            | -             | 3Р            | 2Р    | 2Р            | K             | -             | -             | 0 / 8  | 9-8            |
| Торонто/Монреаль             | K             | -             | -             | 1Р            | 2Р            | 3Р            | 2Р    | -             | -             | 1Р            | 1Р    | 1Р            | -             | K             | НП            | 0 / 7  | 4-7            |
| Цинциннати                   | K             | -             | -             | 1Р            | 2Р            | 1Р            | 3Р    | -             | -             | 1Р            | 1Р    | 1Р            | -             | -             | -             | 0 / 7  | 3-7            |
| Шанхай                       | Не проводился | Не проводился | Не проводился | 2Р            | -             | 1Р            | 2Р    | -             | K             | 2Р            | 3Р    | 1/4           | -             | K             | НП            | 0 / 6  | 8-6            |
| Париж                        | -             | -             | 1Р            | 2Р            | -             | 3Р            | 1Р    | -             | -             | 3Р            | 2Р    | 1Р            | -             | -             | -             | 0 / 7  | 5-7            |
| Статистика за карьеру        |               |               |               |               |               |               |       |               |               |               |       |               |               |               |               |        |                |
| Проведено финалов            | 0             | 0             | 1             | 1             | 1             | 2             | 0     | 0             | 0             | 2             | 2     | 0             | 0             | 0             | 0             |        | 9              |
| Выиграно турниров АТП        | 0             | 0             | 0             | 0             | 1             | 0             | 0     | 0             | 0             | 1             | 1     | 0             | 0             | 0             | 0             |        | 3              |
| В/П: всего                   | 1-1           | 5-7           | 21-20         | 32-29         | 37-30         | 40-26         | 26-29 | 19-19         | 8-4           | 35-28         | 34-29 | 24-28         | 6-13          | 4-4           | 1-2           |        | 293-269        |
| Σ % побед                    | 50 %          | 42 %          | 51 %          | 52 %          | 55 %          | 61 %          | 47 %  | 50 %          | 67 %          | 56 %          | 54 %  | 46 %          | 32 %          | 50 %          | 33 %          |        | 52 %           |

К — проигрыш в квалификационном турнире.

## Победы над теннисистами из топ-10
По состоянию на 25 января 2021 года
| №    | Игрок              | Рейтинг | Соревнование           | Покрытие | Раунд      | Счёт                    |
| ---- | ------------------ | ------- | ---------------------- | -------- | ---------- | ----------------------- |
| 2007 |                    |         |                        |          |            |                         |
| 1.   | Новак Джокович     | 3       | Умаг, Хорватия         | Грунт    | 2-й раунд  | 2-6, 6-4, 7-5           |
| 2008 |                    |         |                        |          |            |                         |
| 2.   | Энди Роддик        | 9       | Вашингтон, США         | Хард     | 1/4 финала | 0-6, 6-2, 6-4           |
| 2009 |                    |         |                        |          |            |                         |
| 3.   | Жо-Вильфрид Тсонга | 7       | Бангкок, Таиланд       | Хард(i)  | 1/2 финала | 1-6, 6-2, 6-3           |
| 2014 |                    |         |                        |          |            |                         |
| 4.   | Давид Феррер       | 5       | Шэньчжэнь, Китай       | Хард     | 2-й раунд  | 6-3, 6-4                |
| 2015 |                    |         |                        |          |            |                         |
| 5.   | Марин Чилич        | 9       | Штутгарт, Германия     | Трава    | 1/2 финала | 6-3, 6-7(1-7), 7-6(7-2) |
| 6.   | Марин Чилич        | 9       | Лондон, Великобритания | Трава    | 2-й раунд  | 6-7(8-10), 6-2, 6-3     |
| 7.   | Милош Раонич       | 9       | Пекин, Китай           | Хард     | 1-й раунд  | 6-4, 6-4                |
| 2016 |                    |         |                        |          |            |                         |
| 8.   | Рафаэль Надаль     | 5       | Шанхай, Китай          | Хард     | 2-й раунд  | 6-3, 7-6(7-3)           |
| 9.   | Доминик Тим        | 9       | Вена, Австрия          | Хард     | 2-й раунд  | 6-2, 7-5                |
| 2017 |                    |         |                        |          |            |                         |
| 10.  | Доминик Тим        | 7       | Шанхай, Китай          | Хард     | 2-й раунд  | 6-3, 3-6, 7-6(7-5)      |